# ASV Pressbaum
Der ASV Pressbaum ist ein österreichischer Sportverein aus der niederösterreichischen Stadtgemeinde Pressbaum. Heute besteht der ASV Pressbaum aus 12 Zweigvereinen und hat ca. 1000 Mitglieder. Die Floorball-Abteilung ist ein Teil der Sektion Laufen im Zweigverein Freizeitsport. Das Floorballteam des ASV Pressbaum spielt im Juniorenbereich auf dem höchsten nationalen Niveau im Rahmen der ÖFBV-Jugendliga. 

## Geschichte
Im Jahr 1960 erfolgte die Gründung des Hauptvereins als Federballverein Pressbaum im Gasthaus Sennfellner. Zunächst wurde im Verein nur Badminton gespielt, anfangs mit Spielfeldern rund um Schaumrollen im Freien, später mit Turnieren unter der Schirmherrschaft der Tageszeitung Kurier in der Wiener Stadthalle. Erster Obmann wurde Klaus Kittag.